# Coccothrinax concolor
Coccothrinax concolor är en enhjärtbladig växtart som beskrevs av Karl Ewald Maximilian Burret. Coccothrinax concolor ingår i släktet Coccothrinax och familjen Arecaceae.
Artens utbredningsområde är Haiti. Inga underarter finns listade i Catalogue of Life.